# Dionisio Aguado
Dionisio Aguado y García (Madri, 8 de abril de 1784 — 29 de dezembro de 1849) foi um compositor e violonista clássico espanhol.Dionísio Aguado nasceu em Madri, Espanha, a 8 de abril de 1784. Na idade de oito anos já estudava Filosofia, Latim e Francês. Estudava com muita dedicação e esforço. Com a intenção de fazê-lo descansar dos estudos, seu pai o introduzi-o no mundo musical apresentando-o ao professor Miguel Garcia, religioso de Cister, mais conhecido como Padre Basílio, e mais tarde com o renomado tenor espanhol Manuel Garcia.
Em 1825 vai a Paris onde realiza concertos, audições, recitais e é aplaudido como um dos maiores violonistas do seu tempo. Ainda em Paris, encontra-se com Fernando Sor, de quem se tornou amigo. Fernando Sor o homenageia ao escrever o duo 'Le deux Amis' (os dois amigos), em comemoração à amizade: no original as partes estão marcadas como "Sor" e "Aguado". Conheceu também músicos como Rossini, Bellini e Paganini.
Sua obra de maior valor, "Escuela de la Guitarra" foi publicada pela primeira vez em Madri no ano de 1825 sendo posteriormente traduzida para o francês. É o primeiro método completo para o violão de 6 cordas. Muitos dos conceitos contidos e analisados no livro são usados até hoje, como a diferença de timbre entre a mesma nota produzida em cordas diferentes. Fala-se também nos harmônicos oitavados, cuja técnica Aguado declara ter sido inventada por seu amigo François de Fossa. Neste método, Aguado também descreve seus dedilhados de mão direita, assim como o "tripodion" ou "Máquina de Aguado" que constava basicamente de um suporte com três pés, dotado de dois braços de metal e seguravam firmemente o violão, com o propósito de livrá-lo do contato com o corpo do executante. Também foi o introdutor do uso do "banquinho" para apoio do pé esquerdo. Outra invenção de Aguado foi o cavalete tal como conhecemos hoje. Preconiza também um sistema até então inédito de ferir as cordas, com polpa e unha: o dedo puxa a corda com a polpa, fazendo-a resvalar pela unha e depois descansa na corda superior. Ele foi considerado como um dos mais inovadores entre os professores de violão clássico do século XIX.
Além do método, suas obras incluem várias outras, tais como: Op.2 três rondos brilhantes, Op.15 "Le minuet affandangado", Op.16 "Le fandango Variée", além de estudos, valsas, mosaicos, minuetos, variações e etc. As músicas de maior extensão requerem do violonista uma técnica virtuosa na mão direita e aberturas de mão esquerda quase impossíveis no violão moderno (o violão clássico-romântico era menor que o atual).
Dionisio Aguado retorna a Madri em 1835, onde falece aos 65 anos, no dia 20 de dezembro de 1849.

## Obras
- Op. 1: Douze Valses
- Op. 2: Trois Rondo Brillants
- Op. 3: Huit Petites Pièces
- Op. 4: Six Petites Pièces
- Op. 5: Quatre Andantes et Quatre Valses
- Op. 6: Nuevo Método de Guitarra
- Op. 7: Valses Faciles
- Op. 8: Contredanses et Valses Faciles
- Op. 9: Contredanses non difficiles
- Op. 10: Exercices Faciles et Très Utiles
- Op. 11: Les Favorites - Huit Contredanses
- Op. 12: Six Menuets & Six Valses
- Op. 13: Morceaux Agréables non difficiles
- Op. 14: Dix Petites Pièces non difficiles
- Op. 15: Le Menuet Affandangado
- Op. 16: Le Fandango Varié

Obras sem Opus
- Allegro
- Colección de Andantes Valses y Minuetos
- Douze Walses, une Marche Militaire et un Thème Varié
- Colección de Estudios (Madrid, 1820)
- Gran Solo de Sor (op.14) arr. par Aguado
- La guitare enseignée par une Méthode simple (c.1836).
- La Guitare Fixée sur le Tripodison ou Fixateur (c.1836)
- Muestra de Afecto y Reconocimiento (seis valses)
- Nuevo Método para Guitarra (Madrid, 1843).
- Valses Caractéristiques
- Variaciones
- Variaciones Brillantes

## Album
- Duo Imbesi Zangarà, Tocando en Dos  works by Julian Arcas, Francisco Tarrega, Dionisio Aguado, performed by Carmelo Imbesi e Carmen Zangarà, Classical Music 3.0, 2022